# Nonvilliers-Grandhoux

Nonvilliers-Grandhoux este o comună în departamentul Eure-et-Loir, Franța. În 1 ianuarie 2022 avea o populație de 431 de locuitori.